# Detective Conan: Quarter of Silence
Detective Conan: Quarter of Silence (jap. 名探偵コナン 沈黙の15分 Meitantei Konan: Chinmoku no Kwōtā) – japoński film anime wyprodukowany w 2011 roku, piętnasty film z serii Detektyw Conan. Piosenką przewodnią filmu była Don’t Wanna Lie śpiewana przez B’z.
Film miał swoją premierę 16 kwietnia 2011 roku w Japonii przynosząc łączny dochód 3,15 mld ¥. W 2012 roku był nominowany do nagrody „Animacja filmowa roku” Nagrody Japońskiej Akademii Filmowej.

## Fabuła
W Tokio zostaje otworzona nowa linia pociągowa. Dzień przed wprowadzeniem nowego kursu, gubernator Tokio otrzymuje grożący mu list. Mimo to, ceremonia otwarcia przebiega bez problemów, aż przejeżdżający pod torami Conan zauważa, że zostały podłożone bomby. Udaje mu się zawiadomić obecnych w pociągu policjantów i choć bomby zostały zdetonowane, nikomu nic się nie stało.
Nieco później, starając się ustalić tożsamość sprawcy, Conan przypomina sobie, że gubernator był również odpowiedzialny za zbudowanie tamy w mieście Kitanosawa. Wielu mieszkańców miasta było temu przeciwnych. Myśląc, że sprawca może być jedną z tych osób, Conan oraz jego przyjaciele odwiedzają Kitanosawę w poszukiwaniu odpowiedzi. Tam poznają grupę przyjaciół, którzy spotykają się po raz pierwszy od lat. Są to Keisuke Yamao, Mizuki Toono, Fuyumi Tachihara, Takehiki Mutou i Shougo Hikawa. Dowiadują się, że Yamao został aresztowany po potrąceniu siostry Toono. Później syn Tachihary o imieniu Touma budzi się z ośmioletniej śpiączki. Conan szybko zdaje sobie sprawę, że obie sprawy są kluczowe do odnalezienia przestępcy.

## Obsada
- Minami Takayama – Conan Edogawa
- Kappei Yamaguchi – Shinichi Kudō
- Rikiya Koyama – Kogorō Mōri
- Wakana Yamazaki – Ran Mōri
- Naoko Matsui – Sonoko Suzuki
- Ken’ichi Ogata – dr Hiroshi Agasa
- Megumi Hayashibara – Ai Haibara
- Yukiko Iwai – Ayumi Yoshida
- Ikue Ōtani – Mitsuhiko Tsuburaya
- Wataru Takagi – Genta Kojima
- Chafūrin – inspektor Jūzō Megure
- Wataru Takagi – Wataru Takagi
- Atsuko Yuya – Miwako Satō
- Isshin Chiba – Kazunobu Chiba
- Kazuhiko Inoue – inspektor Ninzaburō Shiratori
- Kōji Nakata – Toshiro Odagiri
- Yūko Katō – Sumiko Kobayashi
- Keiichi Nanba – Keisuke Yamao
- Romi Paku – Mizuki Tōno
- Mayumi Iizuka – Fuyumi Tachihara
- Hisao Egawa – Takehiko Mutō
- Toshihiko Seki – Shōgo Hikawa